# Tỉnh bang và lãnh thổ của Canada
Tỉnh bang và lãnh thổ là đơn vị phân cấp hành chính theo hiến pháp Canada. Thời kỳ liên bang hóa Canada 1867, ba tỉnh bang của Bắc Mỹ thuộc Anh là New Brunswick, Nova Scotia và Canada (phân thành Ontario và Québec) thống nhất thành quốc gia mới. Kể từ đó, biên giới ngoại bộ của Canada thay đổi vài lần, và phát triển từ bốn tỉnh bang ban đầu thành mười tỉnh bang và ba lãnh thổ vào năm 1999. Khác biệt lớn nhất giữa một tỉnh bang và một lãnh thổ tại Canada là các tỉnh bang nhận được quyền lực và quyền uy trực tiếp từ Luật Hiến pháp 1867 trong khu vực quản hạt, trong khi các lãnh thổ nhận ủy nhiệm và quyền lực từ chính phủ liên bang. Theo thuyết hiến pháp Canada hiện đại, các tỉnh bang được xem là có đồng chủ quyền và mỗi tỉnh bang có một tỉnh trưởng đại diện cho quân chủ Canada, còn các lãnh thổ không có chủ quyền, song là bộ phận của Canada, và có một ủy viên đại diện cho chính phủ liên bang.

## Tỉnh bang
| Tỉnh kỳ            | Tỉnh huy           | Tên                      | Viết tắt bưu chính]] | Thủ phủ            | Thành phố lớn nhất (theo dân số) | Gia nhập liên bang  | Dân số (tháng 5 2011) | Diện tích đất liền (km²) | Diện tích mặt nước (km²) | Tổng diện tích (km²) | Ngôn ngữ chính thức    | Số ghế trong Hạ nghị viện liên bang | Số ghế trong Thượng nghị viện liên bang |
| ------------------ | ------------------ | ------------------------ | -------------------- | ------------------ | -------------------------------- | ------------------- | --------------------- | ------------------------ | ------------------------ | -------------------- | ---------------------- | ----------------------------------- | --------------------------------------- |
|                    |                    | Ontario                  | ON                   | Toronto            | Toronto                          | 1 tháng 7 năm 1867  | 12.851.821            | 917.741                  | 158.654                  | 1.076.395            | Tiếng AnhA             | 121                                 | 24                                      |
|                    |                    | Québec                   | QC                   | Québec             | Montréal                         | 1 tháng 7 năm 1867  | 7.903.001             | 1.356.128                | 185.928                  | 1.542.056            | Tiếng PhápB            | 78                                  | 24                                      |
|                    |                    | Nova Scotia              | NS                   | Halifax            | HalifaxC                         | 1 tháng 7 năm 1867  | 921.727               | 53.338                   | 1.946                    | 55.284               | Tiếng AnhD             | 11                                  | 10                                      |
|                    |                    | New Brunswick            | NB                   | Fredericton        | Saint John                       | 1 tháng 7 năm 1867  | 751.171               | 71.450                   | 1.458                    | 72.908               | Tiếng AnhE Tiếng PhápE | 10                                  | 10                                      |
|                    |                    | Manitoba                 | MB                   | Winnipeg           | Winnipeg                         | 15 tháng 7 năm 1870 | 1.208.268             | 553.556                  | 94.241                   | 647.797              | Tiếng AnhA,F           | 14                                  | 6                                       |
|                    |                    | British Columbia         | BC                   | Victoria           | Vancouver                        | 20 tháng 7 năm 1871 | 4.400.057             | 925.186                  | 19.549                   | 944.735              | Tiếng AnhA             | 42                                  | 6                                       |
|                    |                    | Đảo Hoàng tử Edward      | PE                   | Charlottetown      | Charlottetown                    | 1 tháng 7 năm 1873  | 140.204               | 5.660                    | 0                        | 5.660                | Tiếng AnhA             | 4                                   | 4                                       |
|                    |                    | Saskatchewan             | SK                   | Regina             | Saskatoon                        | 1 tháng 9 năm 1905  | 1.033.381             | 591.670                  | 59.366                   | 651.036              | Tiếng AnhA             | 14                                  | 6                                       |
|                    |                    | Alberta                  | AB                   | Edmonton           | Calgary                          | 1 tháng 9 năm 1905  | 3.645.257             | 642.317                  | 19.531                   | 661.848              | Tiếng AnhA             | 34                                  | 6                                       |
|                    |                    | Newfoundland và Labrador | NL                   | St. John's         | St. John's                       | 31 tháng 3 năm 1949 | 514.536               | 373.872                  | 31.340                   | 405.212              | Tiếng AnhA             | 7                                   | 6                                       |
| Tổng các tỉnh bang | Tổng các tỉnh bang | Tổng các tỉnh bang       | Tổng các tỉnh bang   | Tổng các tỉnh bang | Tổng các tỉnh bang               | Tổng các tỉnh bang  | 33.369.423            | 5.499.918                | 563.013                  | 6.062.931            | —                      | 335                                 | 102                                     |

Ghi chú:
A.^  De facto; tiếng Pháp có địa vị hiến pháp hạn chế
B.^  Hiến chương ngôn ngữ Pháp; tiếng Anh có địa vị hiến pháp hạn chế
C.^  Nova Scotia giải thể các thành phố vào năm 1996 để thay thế bằng các đô thị tự trị khu vực; đô thị tự trị khu vực lớn nhất được sử dụng
D.^  Nova Scotia có rất ít đạo luật song ngữ (ba bằng tiếng Anh và tiếng Pháp; một bằng tiếng Anh và tiếng Ba Lan); một số cơ quan chính phủ có danh xưng luật hóa trong cả tiếng Anh và tiếng Pháp
E.^  Điều 16 của Hiến chương Canada về quyền lợi và tự do
F.^  Đạo luật Manitoba

### Tòa nhà cơ quan lập pháp cấp tỉnh bang

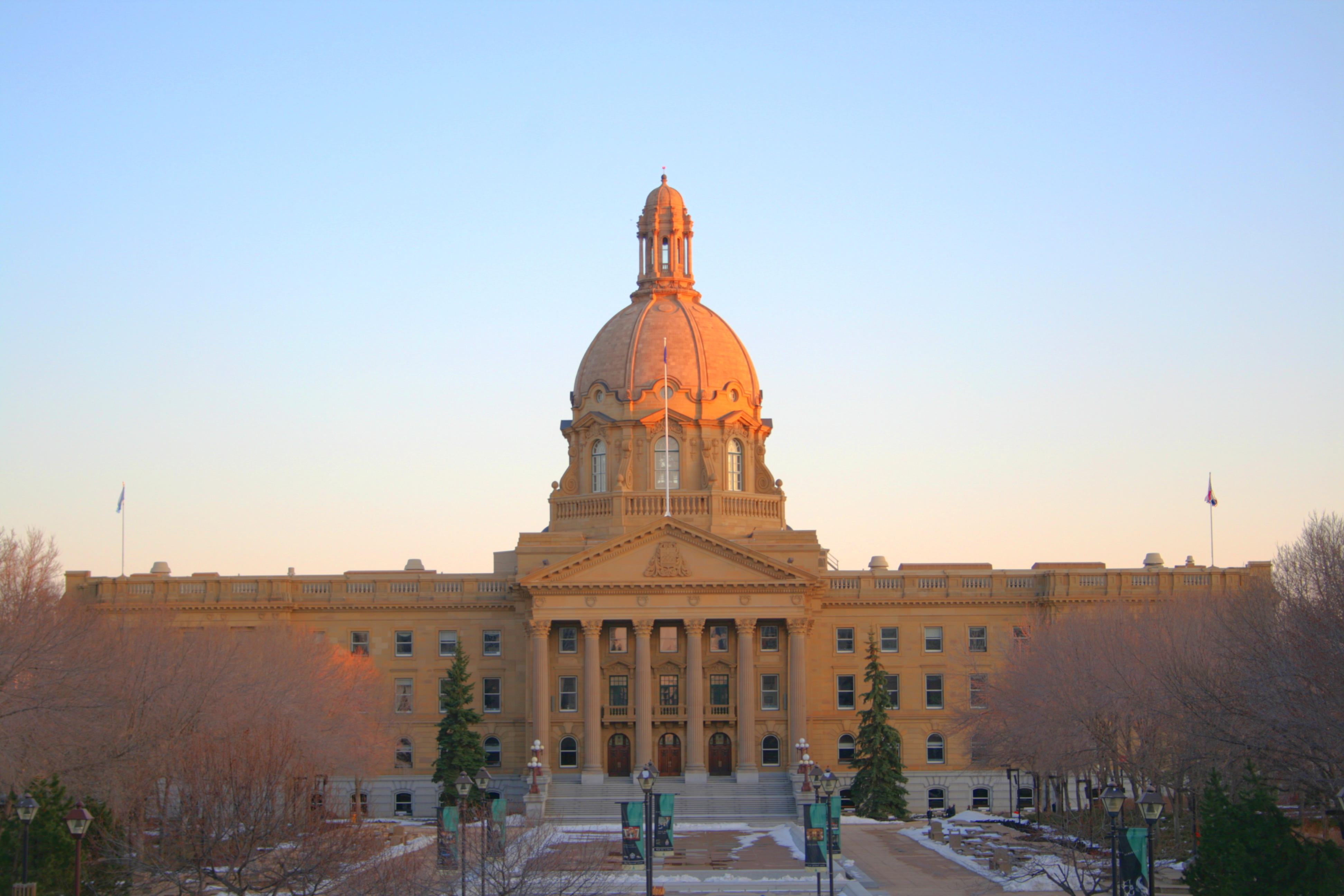
Alberta
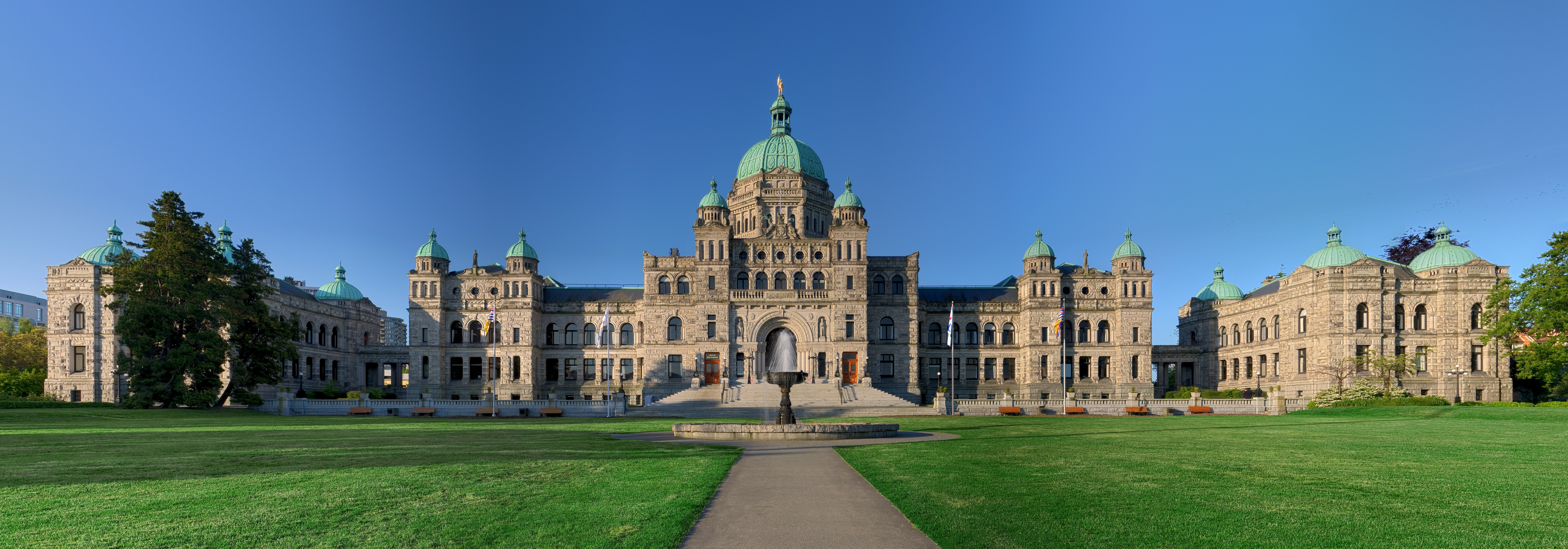
British Columbia
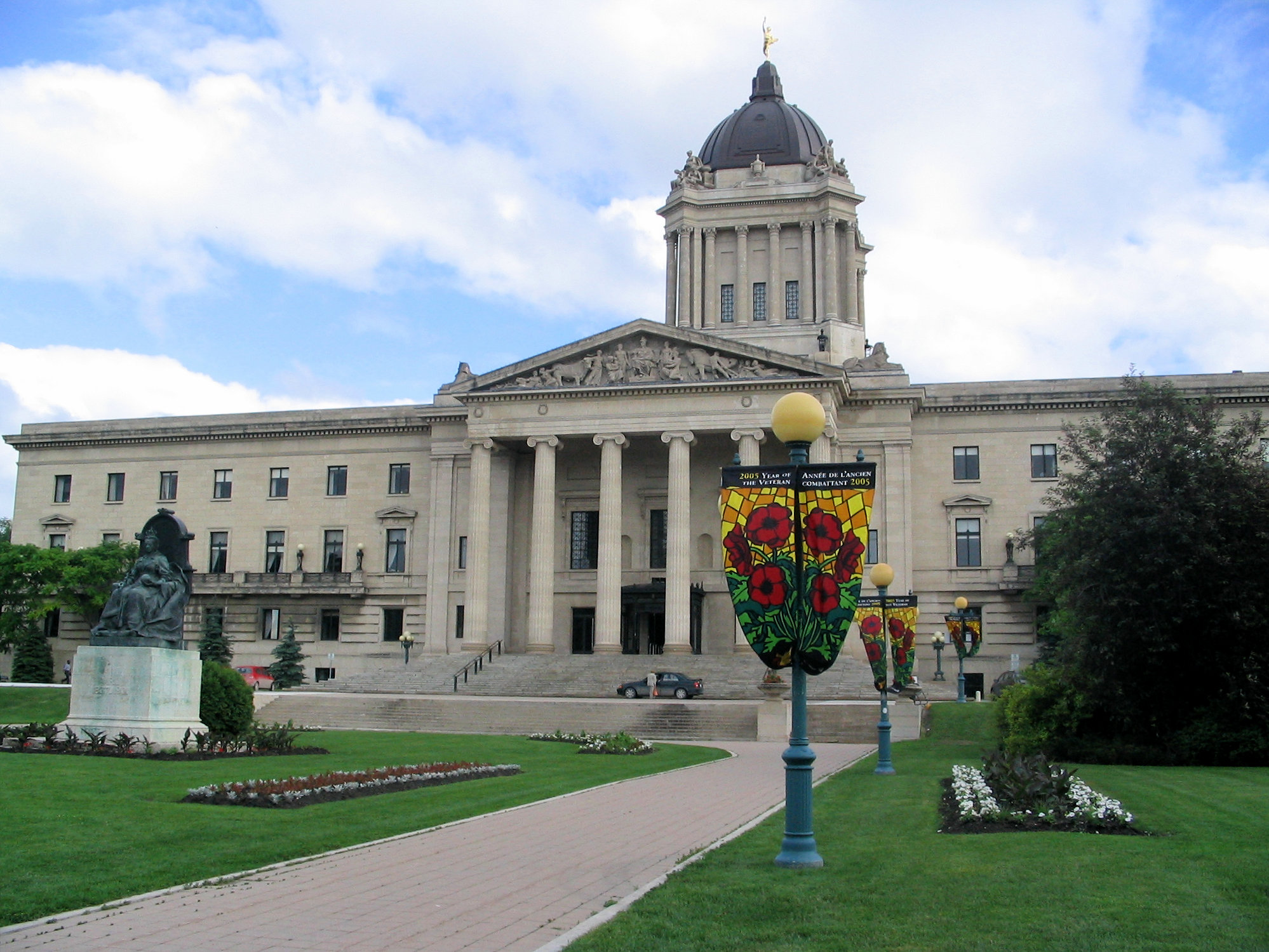
Manitoba
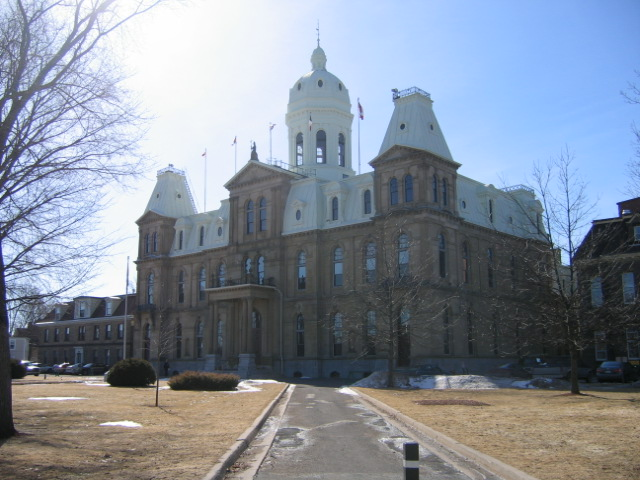
New Brunswick
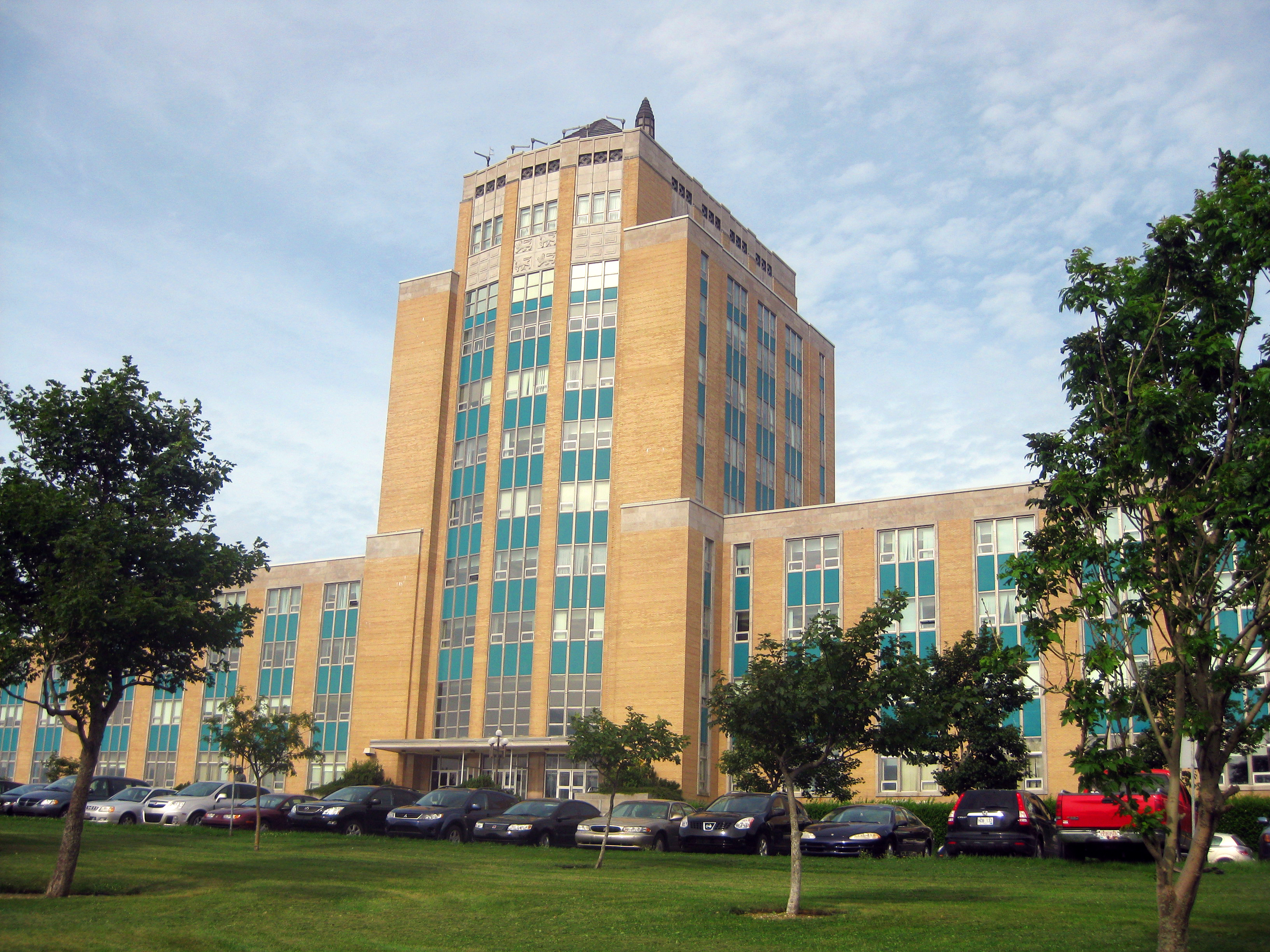
Newfoundland and Labrador
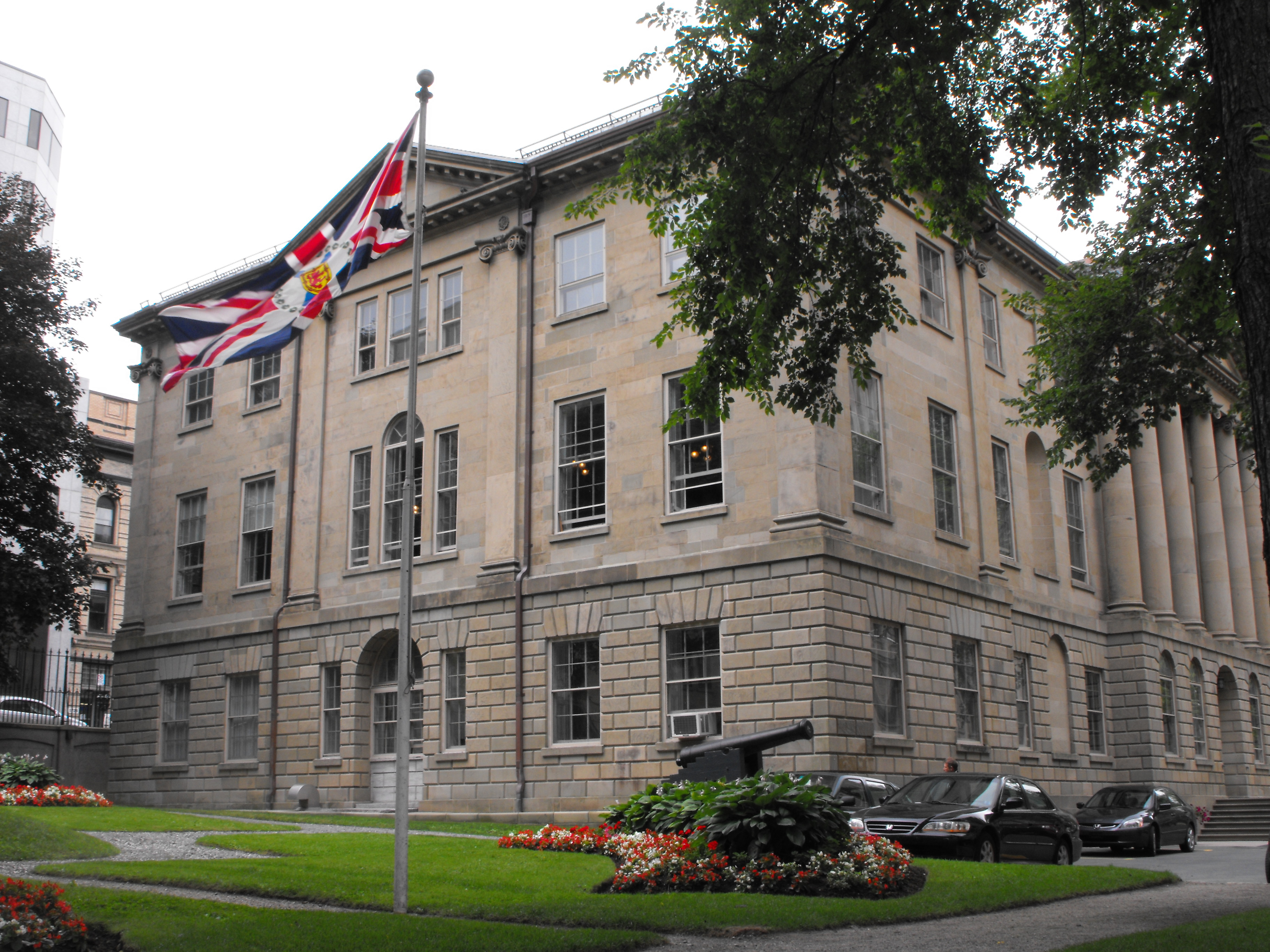
Nova Scotia
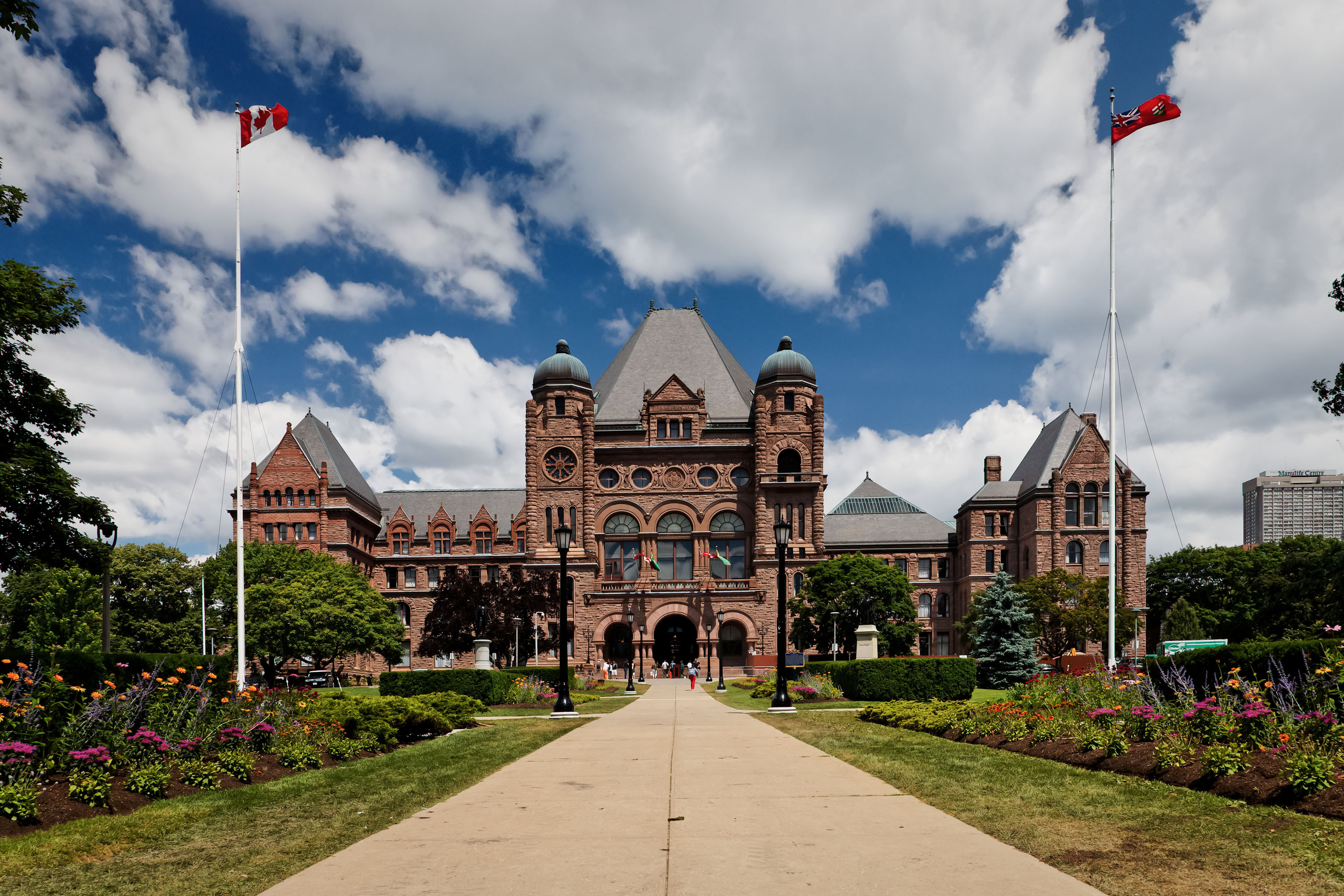
Ontario
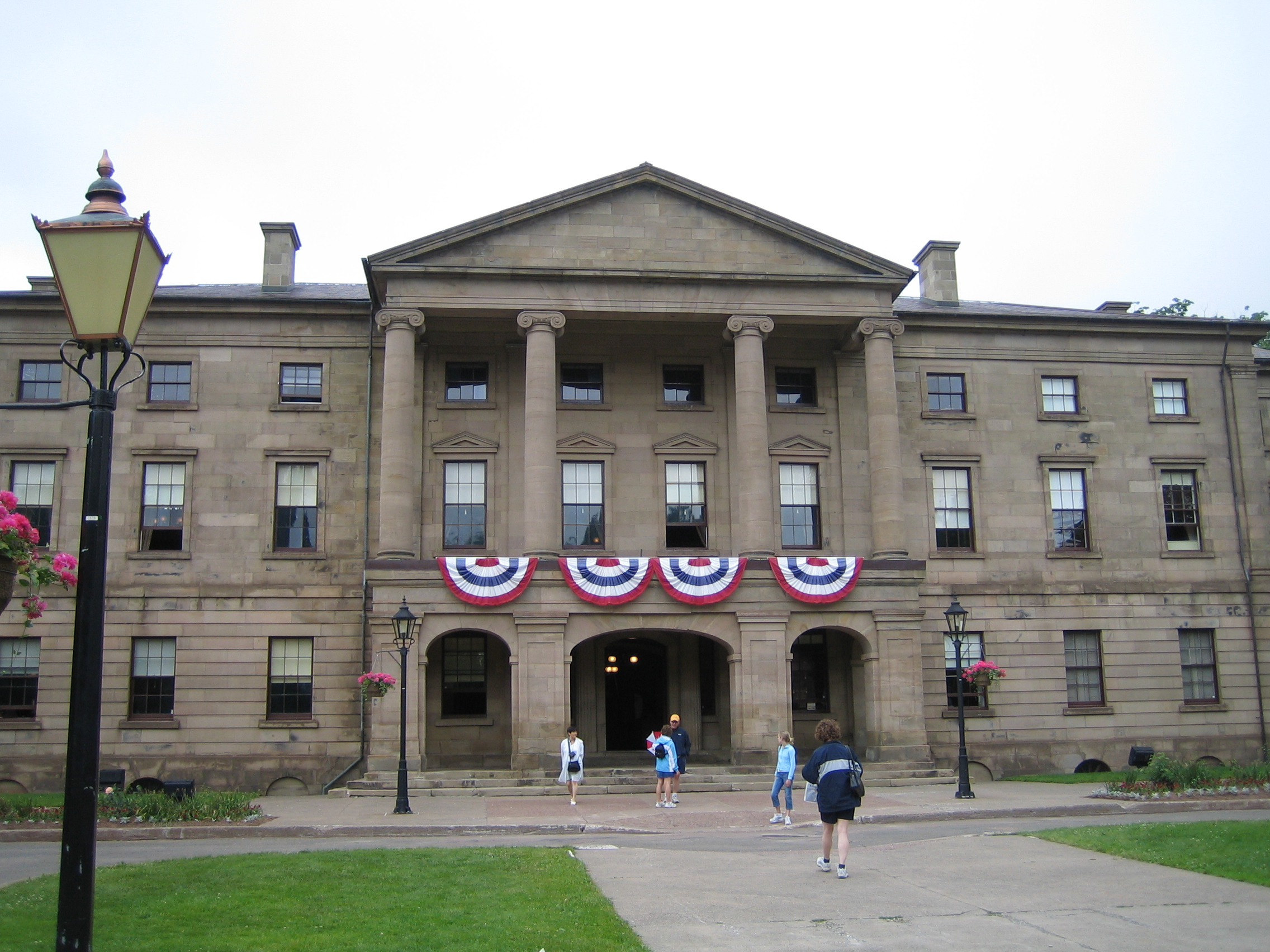
Prince Edward Island
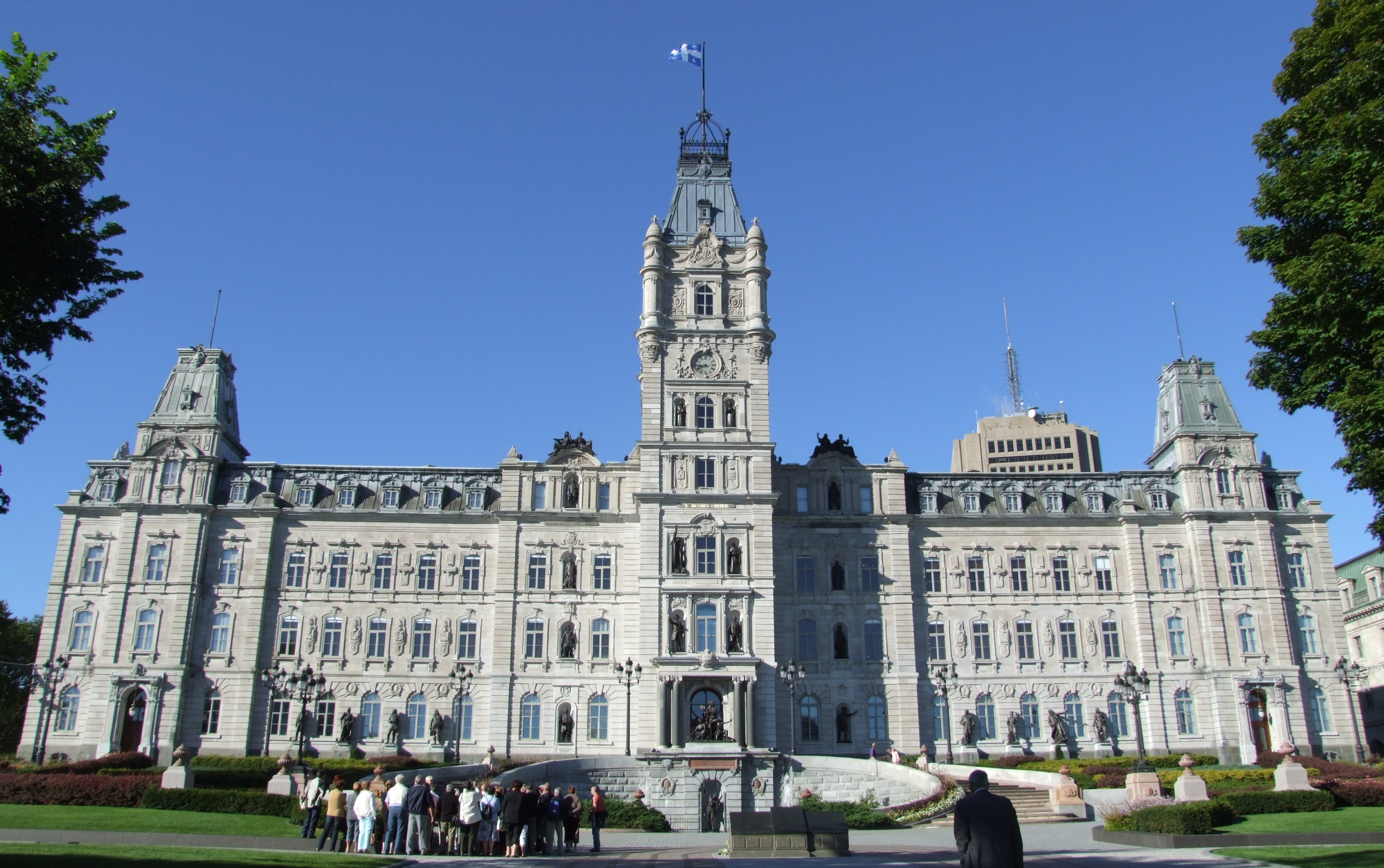
Québec
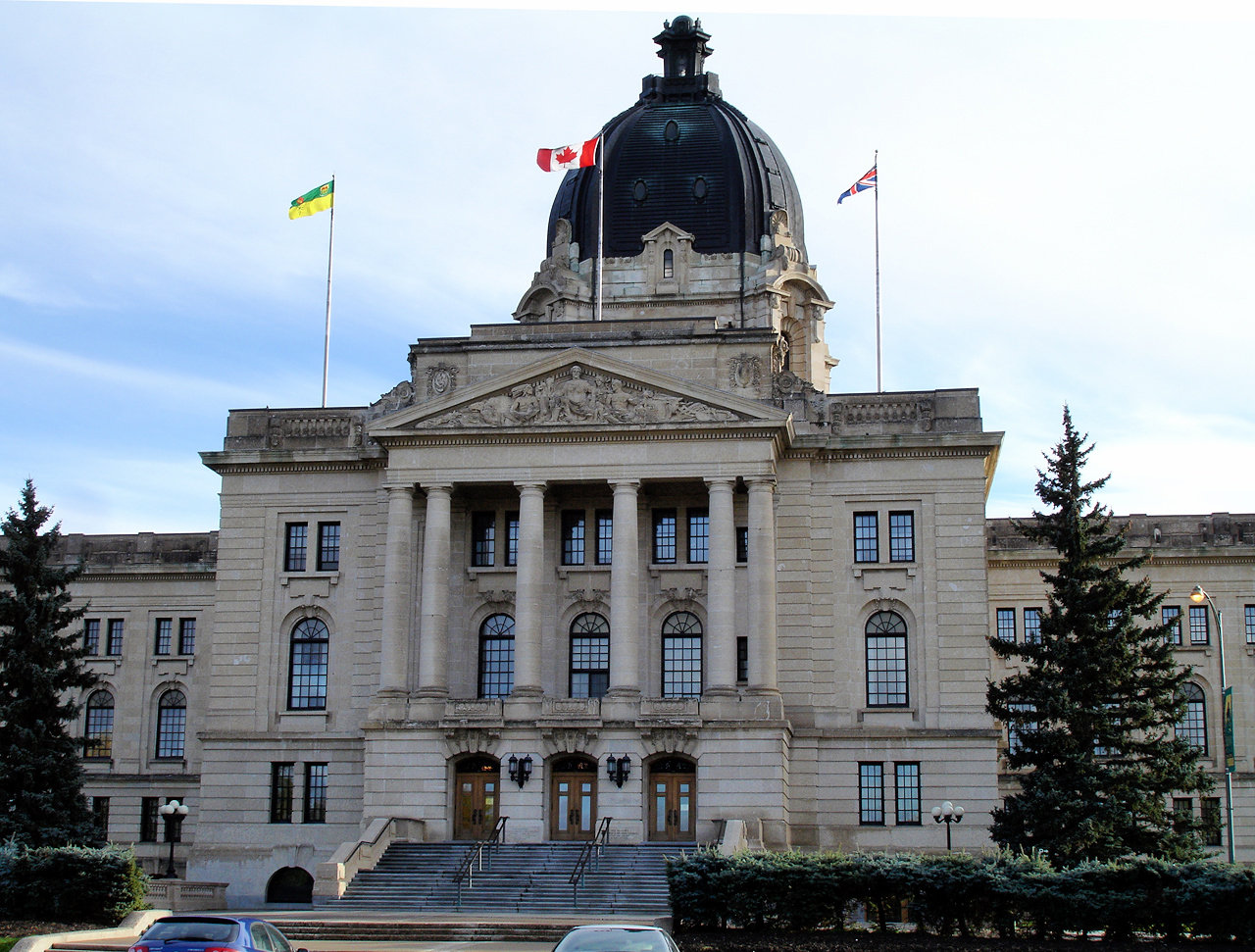
Saskatchewan

## Lãnh thổ
Canada có ba lãnh thổ. Không giống với các tỉnh bang, các lãnh thổ của Canada không có quyền tài phán cố hữu, mà chỉ được chính phủ liên bang ủy nhiệm cho các quyền đó. Chúng bao gồm toàn bộ đại lục Canada nằm ở phía bắc vĩ tuyến 60° Bắc và phía tây của vịnh Hudson, cùng với toàn bộ các đảo ở phía bắc của đại lục Canada.
| Khu kỳ            | Khu huy           | Lãnh thổ             | Tên viết tắt bưu chính | Thành phố thủ phủ và lớn nhất | Gia nhập liên bang  | Dân số (tháng 5 2011) | Diện tích đất liền (km²) | Diện tích mặt nước (km²) | Tổng diện tích (km²) | Ngôn ngữ chính thức                                                                                          | Số ghế trong Hạ nghị viện liên bang | Số ghế trong Thượng nghị viện liên bang |
| ----------------- | ----------------- | -------------------- | ---------------------- | ----------------------------- | ------------------- | --------------------- | ------------------------ | ------------------------ | -------------------- | --- | ----------------------------------- | --------------------------------------- |
|                   |                   | Các Lãnh thổ Tây Bắc | NT                     | Yellowknife                   | 15 tháng 7 năm 1870 | 41.462                | 1.183.085                | 163.021                  | 1.346.106            | Chipewyan, Cree, Anh, Pháp, Gwich'in, Inuinnaqtun, Inuktitut, Inuvialuktun, North Slavey, Nam Slavey, Tłįchǫ | 1                                   | 1                                       |
|                   |                   | Yukon                | YT                     | Whitehorse                    | 13 tháng 6 năm 1898 | 33.897                | 474.391                  | 8.052                    | 482.443              | Tiếng Anh, tiếng Pháp                                                                                        | 1                                   | 1                                       |
|                   |                   | Nunavut              | NU                     | Iqaluit                       | 1 tháng 4 năm 1999  | 31,906                | 1,936,113                | 157,077                  | 2,093,190            | Inuinnaqtun, Inuktitut, Anh, Pháp                                                                            | 1                                   | 1                                       |
| Tổng các lãnh thổ | Tổng các lãnh thổ | Tổng các lãnh thổ    | Tổng các lãnh thổ      | Tổng các lãnh thổ             | Tổng các lãnh thổ   | 107.265               | 3.593.589                | 328.150                  | 3.921.739            | — | 3                                   | 3                                       |

### Tòa nhà cơ quan lập pháp cấp lãnh thổ

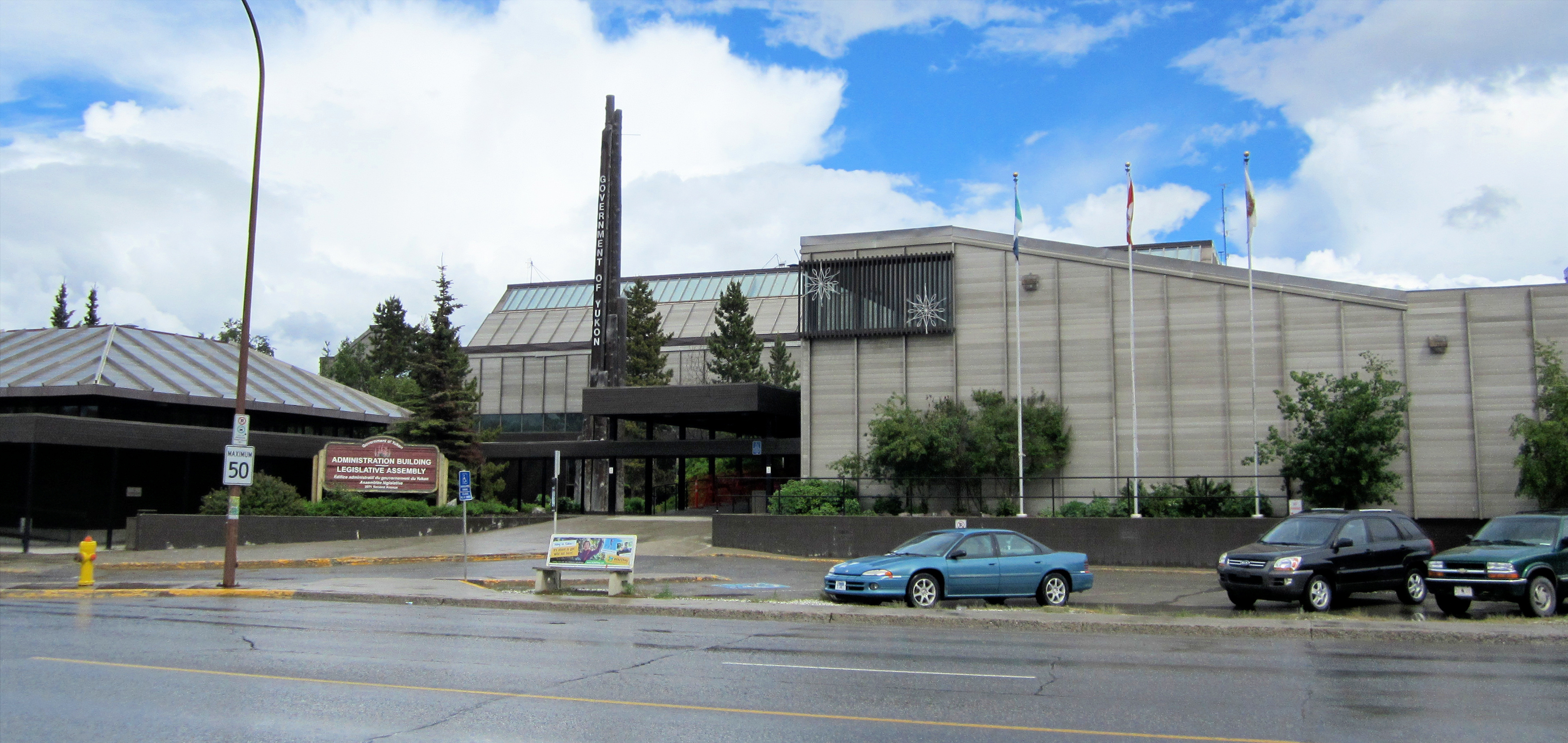
Yukon
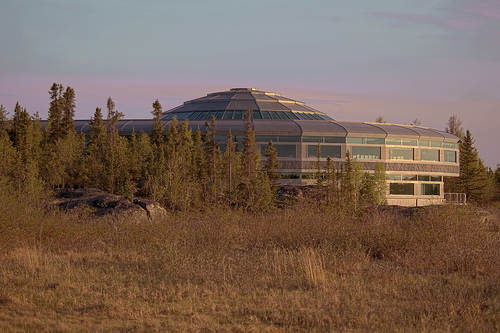
Các Lãnh thổ Tây Bắc
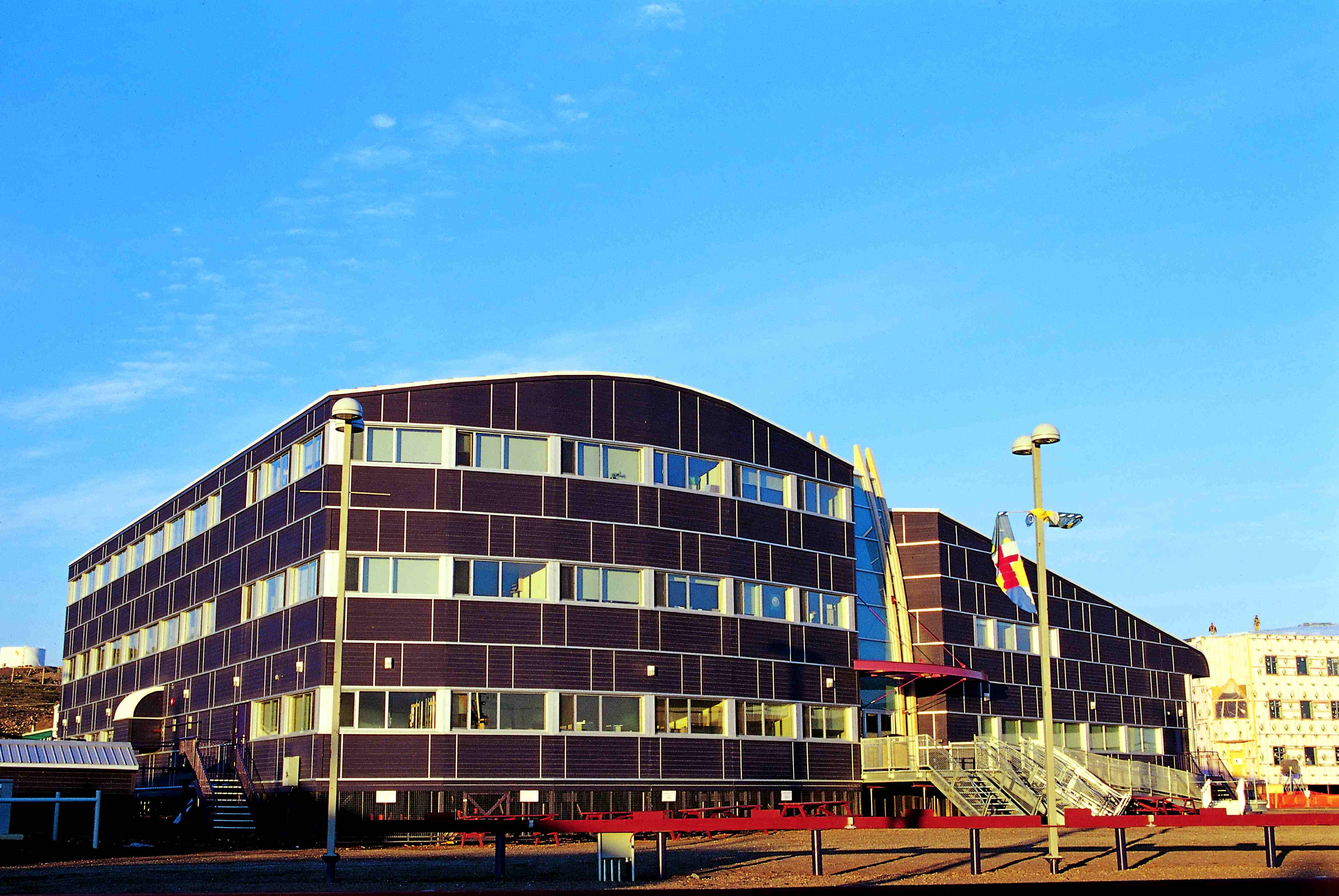
Nunavut

## Phát triển lãnh thổ

Sự biến đổi của các ranh giới và tên tỉnh bang cùng lãnh thổ của Canada.

Ontario, Québec, New Brunswick, và Nova Scotia là các tỉnh bang ban đầu, được hình thành khi các thuộc địa của Bắc Mỹ thuộc Anh liên hiệp vào ngày 1 tháng 7 năm 1867, tạo thành Quốc gia tự trị Canada. Trong sáu năm sau đó, Manitoba, British Columbia, và Đảo Hoàng tử Edward được thêm vào với địa vị tỉnh bang.
Công ty vịnh Hudson duy trì quyền kiểm soát đối với các lãnh thổ lớn tại Tây bộ Canada, được gọi là Đất Rupert, đến năm 1870 thì lãnh thổ này được chuyển giao cho Chính phủ Canada. Năm 1870, Manitoba và các Lãnh thổ Tây Bắc được hình thành từ Đất Rupert và Lãnh thổ Tây-Bắc. Đương thời, các Lãnh thổ Tây Bắc bao gồm hầu hết phần bắc bộ và tây bộ Canada hiện nay, bao gồm cả hai phần ba phía bắc của Ontario và Québec, trừ Quần đảo vùng Bắc Cực, British Columbia và Manitoba. Ngày 1 tháng 9 năm 1905, một bộ phận của các Lãnh thổ Tây Bắc ở phía nam của vĩ tuyến 60°B trở thành các tỉnh bang Alberta và Saskatchewan. Năm 1912, ranh giới của các tỉnh bang Québec, Ontario và Manitoba được mở rộng về phía bắc: ranh giới của Manitoba kéo dài đến 60°B, ranh giới của Ontario đến vịnh Hudson và Quebec bao gồm cả huyện Ungava.
Năm 1869, nhân dân Newfoundland bỏ phiếu ủng hộ vẫn là một thuộc địa của Anh do lo ngại về thuế và chính sách kinh tế. Năm 1907, Newfoundland giành được tình trạng quốc gia tự trị. Vào trung kỳ Đại khủng hoảng tại Canada, Newfoundland phải đối mặt với phá sản quốc gia, cơ quan lập pháp chuyển giao quyền kiểm soát chính trị cho Ủy ban chính phủ vào năm 1933. Sau khi Chiến tranh thế giới thứ hai, trong cuộc trưng cầu dân ý năm 1948, đa số khít khao công dân Newfoundland bỏ phiếu ủng hộ gia nhập Liên bang, và đến ngày 31 tháng 3 năm 1949, Newfoundland trở thành tỉnh bang thứ 10 của Canada. Năm 2001, tỉnh bang chính thức đổi tên thành Newfoundland và Labrador.
Năm 1903, tranh chấp vùng Cán xoong Alaska xác định biên giới tây bắc của British Columbia. Đây là một trong hai tỉnh bang duy nhất trong lịch sử Canada từng bị giảm kích thước lãnh thổ. Đến năm 1927, tranh chấp biên giới giữa Canada và Quốc gia tự trị Newfoundland dẫn đến Labrador nhận thêm lãnh thổ của Québec.
Năm 1999, Nunavut được tách ra từ bộ phận đông bộ của các Lãnh thổ Tây Bắc. Yukon nằm ở Tây bộ của Bắc Canada, trong khi Nunavut nằm ở phía đông.
Cả ba lãnh thổ hợp thành khu vực dân cư thưa thớt nhất tại Canada, với diện tích đất liền là 3.921.739 km2 (1.514.192 dặm vuông Anh). Chúng thường được đề cập là khu vực The North đối các mục đích tổ chức và kinh tế. Trong phần lớn lịch sử ban đầu của mình, các Lãnh thổ Tây Bắc được chia thành một số huyện để tiện quản lý. Huyện Keewatin hình thành với địa vị là một lãnh thổ riêng từ năm 1876 đến năm 1905, sau đó trở thành vùng Keewatin thuộc các Lãnh thổ Tây Bắc.